# 千种信雄
千种信雄（日语：／ Chigusa Nobuo，1948年10月20日—），日本男子篮球运动员，毕业于大阪商业大学。他曾代表日本参加1972年夏季奥运会和1976年夏季奥运会男子篮球比赛。